# 10월 21일
10월 21일은 그레고리력으로 294번째(윤년일 경우 295번째) 날에 해당한다.

## 사건
- 686년 - 교황 코논, 83대 로마 교황으로 취임.
- 1600년 - 세키가하라 전투 발발(음력 9월 15일).
- 1805년 - 허레이시오 넬슨제독의 영국 함대가 트라팔가르 해전에서 프랑스-스페인 연합함대를 격파.
- 1881년 - 친흥선대원군파 인사 및 일부 남인강경파가 고종을 폐위하려던 쿠테타 미수가 이풍래, 이윤용 등의 각각 고변으로 사전에 적발, 안기영, 권정호 외 30여 명이 체포되었다. 또한 이들이 추대하려 했던 흥선대원군의 서자 이재선도 체포, 투옥당했다. 이풍래는 의금부에, 이윤용은 고종과 명성황후에게 직접 고변하였다.
- 1895년 - 청나라 관할이었던 타이완이 일본에 병합되다.
- 1878년 - 비스마르크, 사회주의자 탄압법 의회 통과.
- 1891년 - 독일사회민주당(SPD), 에르푸르트 강령 채택.
- 1908년 - 정미의병장 허위가 경성감옥( 서대문형무소)의 제1호 사형수로 교수형이 집행되었다.
- 1920년 - '청산리 대첩'의 첫 교전인 백운평 전투가 시작되었다.
- 1949년 - "유엔 총회 결의 293 (IV) 한국의 독립 문제"에서 대한민국이 한반도 내 선거가 치러진 지역에서 합법적으로 성립된 유일한 정부임을 선언하였다. (결의 원문)
- 1966년 - 에버판 사건 발생.
- 1967년 - 아일라트호 격침 사건 발생.
- 1981년 - 벨리즈가 영국으로부터 독립함.
- 1986년 - 마셜 제도가 독립했다.
- 1994년 - 성수대교 붕괴 참사 발생.
- 2000년 - 대한민국 서울에서 2000년 서울 아시아·유럽 정상회의(10월 20일~)가 개최되었다.
- 2003년
  - 청량산 버스 추락 사고 발생.
  - 대구 지하철 화재 참사 이후 8개월 만에 중앙로역 무정차 통과 형식으로 전구간 통행 재개하다.

## 문화
- 1967년 - 새크라멘토 국제공항 개항.
- 2002년 - KBS 제2FM 상쾌한 아침 첫방송.
- 2011년 - SBS 아트텍에서 VOCALOID3를 채용한 시유를 발표 및 SBS TV의 지구촌 오지 체험 예능 프로그램 '정글의 법칙'이 첫방송 개시.
- 2014년 - 대한민국의 힙합 그룹인 에픽하이가 정규 8집 앨범 신발장을 발표.
- 2015년 - SF 영화 백 투 더 퓨처가 개봉 30주년을 맞아 1편과 2편을 합쳐 디지털 리마스터링으로 전 세계 동시에 개봉된다.
- 2021년 - 대한민국에서 오후 5시에 누리호가 발사되었다.

## 탄생
- 1328년 - 명나라의 태조 홍무제. (~1398년)
- 1409년 - 페사로의 군주 알레산드로 스포르차. (~1473년)
- 1675년 - 제113대 일본의 천황 히가시야마 천황. (~1710년)
- 1833년 - 스웨덴의 발명가 알프레드 노벨. (~1896년)
- 1888년 - 나치 독일의 군인 카린 괴링. (~1931년)
- 1846년 - 이탈리아의 아동문학 작가 에드몬도 데 아미치스. (~1908년)
- 1901년 - 독일의 성직자 게르하르트 폰 라트. (~1971년)
- 1903년 - 중화권의 정치인, 외교가 우궈전. (~1984년)
- 1912년 - 영국의 지휘자 게오르그 솔티. (~1997년)
- 1914년 - 미국의 수학자 마틴 가드너. (~2010년)
- 1917년 - 미국의 트럼펫 연주자 디지 길레스피. (~1993년)
- 1929년 - 미국의 작가 르 귄. (~2018년)
- 1931년 - 대한민국의 소설가 하근찬. (~2007년)
- 1933년
  - 스페인의 축구인 프란시스코 헨토. (~2022년)
  - 루마니아의 전 레슬링 선수 이온 체르네아. (~2025년)
- 1935년
  - 대한민국의 연출가 양근승. (~2020년)
  - 폴란드의 배우, 영화 각본가 야드비가 바란스카. (~2024년)
- 1936년 - 대한민국의 국회의원 심융택. (~2018년)
- 1938년 - 노르웨이의 배우 겸 영화 감독 리브 울만.
- 1946년
  - 대한민국의 언론인, 정치인 박준영.
  - 스페인의 축구 선수 그레고리오 베니토. (~2020년)
- 1950년 - 미국의 물리학자, 우주비행사 로널드 맥네어. (~1986년)
- 1951년 - 대한민국의 영화 제작자 이춘연. (~2021년)
- 1953년 - 이탈리아의 배우, 영화감독 엘레오노라 조르지. (~2025년)
- 1954년 - 대한민국의 배우 나한일.
- 1955년 - 일본의 정치인 하마다 야스카즈.
- 1956년
  - 미국의 배우 캐리 피셔. (~2016년)
  - 대한민국의 성우 기경옥.
- 1959년
  - 일본의 배우 와타나베 켄.
  - 미국의 배우 토니 가니오스. (~2024년)
- 1960년 - 일본의 작곡가 센주 아키라.
- 1962년
  - 대한제국의 고종 황제 증손 이원.
  - 대한민국의 정치인 강수현.
  - 일본의 성우 이토 미키.
- 1963년 - 필리핀의 배우 재클린 호세. (~2024년)
- 1964년 - 대한민국의 기업인 김태섭.
- 1967년 - 대한민국의 방송인 최유라.
- 1968년
  - 대한민국의 배우 홍일권.
  - 대한민국의 배우 조병기.
  - 대한민국의 성우 한호웅.
- 1970년 - 대한민국의 정치인 배준영.
- 1971년 - 대한민국의 가수 김바다.
- 1972년
  - 대한민국의 배우 박성균.
  - 일본의 성우 모리타 마사카즈.
- 1973년
  - 캐나다의 배우 사샤 로이즈.
  - 대한민국의 기업인 최지만.
- 1974년 - 일본의 야구 선수 오카모토 신야.
- 1975년 - 대한민국의 가수 수진.
- 1976년
  - 대한민국의 배우 이종수.
  - 일본의 배우 겐.
  - 대한민국의 성우 전진아.
  - 아일랜드의 배우 앤드루 스콧.
- 1977년
  - 대한민국의 배우 채정안.
  - 미국의 정치인 닉 베기치 3세.
- 1978년
  - 대한민국의 태권도 선수 이선희.
  - 일본의 소설가 오쓰이치.
- 1980년
  - 대한민국의 바둑 기사 강승희.
  - 미국의 방송인, 사교계 명사 킴 카다시안.
- 1981년
  - 대한민국의 배우 겸 모델 박대규.
  - 대한민국의 배우 이상보.
  - 세르비아의 축구 선수 네마냐 비디치.
- 1982년
  - 대한민국의 태권도 선수 이지혜.
  - 말레이시아의 배드민턴 선수 리총웨이.
  - 일본의 성우 사쿠라이 하루미.
  - 대한민국의 가수 마리오.
  - 미국의 배우 맷 댈러스.
- 1983년 - 도미니카공화국의 전 축구 선수 앤디 마르테. (~2017년)
- 1984년
  - 대한민국의 배우 정우식.
  - 대한민국의 배우 송지인.
- 1985년
  - 대한민국의 가수 로코.
  - 베네수엘라의 축구 선수 다니 에르난데스.
- 1986년
  - 대한민국의 야구 선수 이원석.
  - 대한민국의 아나운서 강다솜.
  - 미국의 러시아계 테러리스트 타메를란 차르나예프. (~2013년)
- 1987년 - 남아프리카공화국의 축구 선수 아넬레 응콩카. (~2020년)
- 1988년
  - 미국의 배우 글렌 파월.
  - 대한민국의 골프 선수 정예나.
  - 스페인의 배우 블랑카 수아레스.
- 1989년 - 일본의 가수 May'n.
- 1990년 - 대한민국의 정치인 김용태.
- 1991년 - 아르메니아의 레슬링 선수 아르투르 알렉사냔.
- 1992년 - 중국의 배우 덩룬.
- 1993년 - 대한민국의 전 프로게이머 임두성.
- 1994년 - 대한민국의 뮤지컬 배우 강민지.
- 1995년
  - 대한민국의 축구 선수 김동현.
  - 미국의 래퍼, 가수 도자 캣.
  - 중국의 배우 쑨자위.
  - 일본의 가수 쿠로키 호노카.
- 1996년
  - 대한민국의 가수 박윤솔 (NIK).
  - 대한민국의 배우 서예슬.
- 1997년
  - 대한민국의 가수 임재현.
  - 그레나다의 육상 선수 앤더슨 피터스.
- 1998년
  - 일본의 아이돌 오오시마 료카. (AKB48)
  - 대한민국의 가수 정수정.
- 1999년 - 대한민국의 가수 민서.
- 2000년 - 대한민국의 가수, 아이돌 손준형.
- 2001년 - 대한민국의 피겨 스케이팅 선수 차준환.
- 2002년 - 대한민국의 래퍼 플리키뱅.
- 2003년 - 대한민국의 가수 Gyeong.
- 2004년 - 대한민국의 배우 황현정.
- 2006년 - 일본의 배우 겸 가수 에이미. (STARRY PLANET☆)
- 2010년 - 대한민국의 유튜버 손에스더.

## 사망
- 1422년 - 프랑스의 왕 샤를 6세. (1368년~)
- 1805년 - 영국의 제독 제1대 넬슨 자작 허레이쇼 넬슨. (1758년~)
- 1908년 - 한말의 의병장 허위. (?~)
- 1975년 - 대한민국의 배우, 영화 감독 윤봉춘. (1902년~)
- 1981년 - 대한민국의 독립운동가 정화암. (1896년~)
- 1984년 - 프랑스의 영화 감독 프랑수아 트뤼포. (1932년~)
- 1988년 - 독일의 정치인 쿠르트 게오르크 키징거. (1904년~)
- 2003년 - 미국의 싱어송라이터 엘리엇 스미스. (1969년~)
- 2011년 - 대한민국의 기업인 구두회. (1928년~)
- 2012년 - 미국의 정치인 조지 맥거번. (1922년~)
- 2017년 - 대한민국의 야구 선수 박은진. (1964년~)
- 2019년 - 대한민국의 제18대 국무총리 노신영. (1930년~)
- 2020년
  - 미국의 영화배우, 댄서 마지 챔피언. (1919년~)
  - 브라질의 정치인 아로우지 지 올리베이라. (1937년~)
- 2021년
  - 대한민국의 군인 전경환. (1942년~)
  - 미국의 영화감독 할리나 허친스. (1979년~)
  - 일본의 정치인 가노 미치히코. (1942년~)
  - 네덜란드의 지휘자 베르나르트 하이팅크. (1929년~)
- 2022년
  - 일본의 축구 선수 구도 마사토. (1990년~)
  - 대한민국의 정치인, 경제학자 정태인. (1960년~)
  - 중화인민공화국의 정치인 쉬광춘. (1944년~)
- 2023년
  - 일본의 가수, 베이시스트 HEATH. (1968년~)
  - 대한민국의 정치인 강현중. (1934년~)
  - 대한민국의 정치인 김영도. (1924년~)
  - 영국의 축구 선수 보비 찰턴. (1937년~)
- 2024년
  - 잉글랜드의 싱어송라이터 폴 디애노. (1958년~)
  - 대한민국의 금융인 서상록. (1940년~)
  - 프랑스의 영화배우, 모델 크리스틴 보이슨. (1956년~)

## 기념일
- 경찰의 날: 대한민국
- 트라팔가 데이: 영국
- 애플 데이(Apple Day): 영국
- 세계 나초의 날(International Day of the Nacho): 미국, 멕시코
- 세계 지렁이의 날 : 영국 지렁이 협회(ESB)

## 같이 보기
- 전날: 10월 20일 다음날: 10월 22일 - 전달: 9월 21일 다음달: 11월 21일
- 음력: 10월 21일
- 모두 보기